# Smittium fruticosum
Smittium fruticosum är en svampart som beskrevs av M.C. Williams & Lichtw. 1992. Smittium fruticosum ingår i släktet Smittium och familjen Legeriomycetaceae.   Inga underarter finns listade i Catalogue of Life.